# ジャパンアクションエンタープライズ
株式会社ジャパンアクションエンタープライズ（英: Japan Action Enterprise co.,ltd.）は、日本の芸能事務所。略称はJAE（ジャエ）。旧社名：ジャパンアクションクラブ、略称：JAC（ジャック）。
千葉真一が、世界で通用するアクションスター・スタントマンを育成・輩出するために創設したジャパンアクションクラブを母体とする組織で、アクション俳優・スタントマンの育成・マネージメントのほか、映像・テレビ・演劇や各種イベントの企画・構成・演出を手がけている。

## 歴史
1970年4月、東京都中野区にジャパン・アクション・クラブ (JAC) が設立された。結成式には若山富三郎が駆けつけてお祝いをしていた。指導者には千葉真一自身のほか、日本体育大学のOBがアクション・スタントの為のトレーニング、石橋雅史が空手道をそれぞれ教えていた。1973年11月、東京都港区六本木に資本金150万円で法人化した。
初期は千葉真一主演の映画・テレビ映画に、春田純一・金田治・西本良治郎・大葉健二・山岡淳二らが数人単位で出演していた。徐々に業界で認知されていき、千葉が出演しない特撮ヒーロードラマ等への出演も増えた。大野剣友会が擬斗を担当する『仮面ライダー』や『超人バロム1』などでトランポリンやスタントなどを務めた後、1973年の『ロボット刑事』から単独で担当した。1973年の千葉主演作『ボディガード牙』以降、東映が千葉の格闘作品を次々と製作し始めると、これら作品にJACとして参加し、格闘・スタントシーンには欠かせない存在となっていく。志穂美悦子・真田広之・大葉健二・黒崎輝・渡洋史ら千葉以外の主演俳優や、助演俳優・スタントマン・スーツアクターやアクション監督などスタッフも育ち、1980年代に入ると千葉の念願の一つであるミュージカルを発表し、多角的に活動していた。
千葉真一の親友である夏八木勲や、桜木健一、萩原佐代子など、所属していない俳優も出演する作品で演ずるアクションに備え、練習に通っている。
1991年7月に千葉真一は、JACを日光江戸村（大新東グループ）へ売却した。商号を「株式会社ジャングル」に変更し、日光江戸村の芸能部門と統合したことにより、映画・テレビドラマでの仕事に加え、日光江戸村関連の仕事も行うこととなった。
1996年10月、金田治・西本良治郎が中心となり、新たに別資本で有限会社ジャパン・アクション・クラブを設立。大新東グループより独立し再スタートする。2001年5月、資本金を1,000万円に増資して株式会社ジャパンアクションエンタープライズに社名変更。2004年2月に俳優部門の強化を目的にJAEプロモーションを設立し、併せて略称もJAEへ変更した。
2001年にJAEと別法人で、JAC14期生の西田真吾が代表を務める「ジャパンアクションクラブ」が設立されている。
2021年にジャパンアクションギルドが賛同団体になっている。
2024年、プロモーション部の表記がホームページより無くなり、東京所属、京都所属、業務提携のみとなっている。

## 所属タレント

### あ
- 青木哲也
- 浅井宏輔
- 五十嵐睦美[注釈 2]
- 石井靖見
- 伊藤茂騎
- 稲田龍雄[注釈 3]
- 今井靖彦
- 永徳
- 大岩剣也
- 太田雅之 [注釈 3]
- 大林勝
- 岡元次郎
- 岡本美登
- 奥井那我人[注釈 4]
- 奥深山新[注釈 3]
- おぐらとしひろ
- 尾野透雅

### か
- 甲斐将馬
- 鍜治洸太朗
- 神尾直子[注釈 2]
- 神前元
- 喜多川2tom

### さ
- 榮男樹
- 坂梨由芽[注釈 2]
- 佐藤賢一
- 佐藤義夫
- 下園愛弓[注釈 2]
- 白崎誠也
- 清家利一

### た
- 高田将司
- 高橋光
- 竹内康博
- 塚越靖誠
- 塚田知紀
- 辻本一樹
- 蔦宗正人
- 寺本翔悟
- 富永研司

### な
- 中田裕士
- 縄田雄哉
- 新田健太
- 二橋進一

### は
- 橋本恵子[注釈 2]
- 橋本仰未
- 蜂須賀昭二
- 蜂須賀祐一
- 東慶介
- 東山龍平[注釈 3]
- 平木ひとみ[注釈 2]
- 藤井祐伍
- 藤田慧
- 藤田洋平
- 細川晃弘

### ま
- 増田広司[注釈 3]
- 松原凛
- 宮澤雪[注釈 2]
- 宮村優子[注釈 2][注釈 4]
- 村岡弘之

### や
- 横山一敏
- 米岡孝弘

### ら
- 六本木康弘

### わ
- 渡辺淳
- 渡辺隼斗 [注釈 4]
- 渡辺実

### アクションディレクター
- 青木哲也
- おぐらとしひろ
- 藤井祐伍
- 藤田慧
- 宮崎剛
- 村上潤
- 諸鍛冶裕太
- 六本木康弘
- 渡辺淳
- 高木英一（スタントコーディネーター）

- 東山龍平[注釈 3]

## 過去の所属者

### 男性
- 赤田昌人
- 秋本雅彦
- 明樂哲典
- 浅木信幸
- 浅利俊博（Hiro asari）
- 池田政典
- 石垣広文
- 石田武
- 伊藤教人
- 井上誠吾（誠吾大志）
- 伊原剛志（伊原剛）
- 伊原康友
- 岩田時男
- 内川仁朗
- 卯木浩二
- 遠藤誠
- 大須賀昭人
- 大滝明利
- 大葉健二（高橋健二）
- 大藤直樹
- 岡田和也
- 岡田貴善
- 岡田浩
- 岡田良治
- 沖原一生
- 押川善文
- 押見啓太
- 笠原竜司
- 片伯部浩正
- 加藤学
- 金田進一
- 北村隆幸
- 木村雅俊
- kyowhey
- 日下秀昭
- 栗原敏
- 黒崎輝（黒崎誠輝、宮沢風太郎）
- 釼持誠
- 玄也
- 高良隆志
- 古賀弘文
- 権藤俊輔
- 酒井博史
- 坂口拓
- 崎津隆介（崎津均）
- 佐藤太輔
- 真田広之
- 椎橋宏光[注釈 5]
- 塩谷庄吾（塩谷将吾）
- 宍戸大全
- 柴原孝典
- 島原英希
- 志村東吾
- 下島一成
- ショッカーO野
- 白井雅士
- 新崎健介
- 末野卓磨
- 杉口秀樹
- 鈴木信二
- 関裕志
- 関根大学（関根直秀）
- 大道寺俊典
- 高岩成二
- 高木淳也
- 高橋圭一
- 高橋利道
- 高橋玲
- 竹田道弘
- 武智健二
- 竹中寛幸
- 田中弘太郎
- 田中宏幸
- 谷口洋行
- 玉寄兼一郎
- 千田義正
- 辻井啓嗣
- 土家歩
- 堤真一[13]
- 角田明彦
- 藤榮史哉
- 豊嶋稔（豊嶋博文）
- 中川清人
- 中川素州
- 永瀬尚希
- 永地悠斗
- 中野高志
- 中村誠治郎
- 中村隆天
- 二家本辰巳
- 西田真吾（真壁真吾）
- 野口尋生
- 野崎数馬
- 野邉大地
- 橋渡竜馬
- 橋本春彦
- 八田政樹
- 花川仁教
- 春田純一（春田三三夫）
- 平山昌雄
- 福島悠介
- 福本清三
- 藤本幸太郎
- 細川洪
- 前田浩
- 益田哲夫（益田てつ）
- 松本竜一
- 的場耕二
- 水谷誠伺
- 水谷健
- 南博男
- 南誉士広
- 三村幸司
- 宮林大輔
- 村岡友憲
- 望月祐多
- 森村修一
- 森山貴文
- 安田桃太郎
- 矢吹二朗
- 矢部大
- 山岡淳二
- 山口照雄
- 山口仁
- 山口祥行
- 山下潤
- 山田アキラ
- 山田一善
- 山本亨
- 横田遼
- 吉田友紀
- 吉田瑞穂
- 若山騎一郎
- 渡辺健太
- 渡洋史（渡辺洋）

### 女性
- 今井喜美子
- 江尻正美
- 大石麻衣（大内弘子）
- 大島ゆかり
- 大園千絵
- 小野友紀
- 小野寺えい子
- 久保田香織（一条かおり）
- 小島美穂
- 小島裕子
- 小玉百夏
- 小牧リサ
- 五味涼子
- 佐野夏未
- シェリー
- しのへけい子
- 志穂美悦子（塩見悦子）
- 志村忍
- しゅはまはるみ
- 澄川真琴（高野槇じゅん）
- セーラ・ブランチ
- 田口萌[注釈 6]
- 田中澄子
- 田中貴子
- 田邊智恵
- 佃井皆美
- 富沢美智恵
- 野川瑞穂
- 橋口未和
- 早瀬恵子（現・成嶋涼）
- ひがたともこ（干潟智子）
- 人見早苗
- 福井理沙
- 藤枝亜弥
- 丸山明恵
- ミッチー・ラブ
- 南央美
- 南流石
- 村上利恵
- 村松美香
- 森永奈緒美
- 矢島由紀
- 吉田真弓

### JR-III
- 冴場都夢（水本隆司）
- 柚原旬（佐々木竜馬）

### JACブラザーズ
- 砂川真吾
- 真矢武

## 主な作品

### 映画
- 仮面ライダー対ショッカー （1972年）
- ボディガード牙 （1973年）
- 激突! 殺人拳 （1974年）
- 直撃! 地獄拳 （1974年）
- エスパイ （1974年）
- ウルフガイ 燃えろ狼男（1975年）
- 少林寺拳法 （1975年）
- けんか空手 極真拳 （1975年）
- 子連れ殺人拳 （1976年）
- 脱走遊戯 （1976年）
- 激殺! 邪道拳 （1977年）
- 空手バカ一代 （1977年）
- ゴルゴ13 九竜の首 （1977年）
- 惑星大戦争 （1977年）
- 柳生一族の陰謀 （1978年）
- 戦国自衛隊 （1979年）
- 太陽を盗んだ男 （1979年）
- 忍者武芸帖 百地三太夫 （1980年）
- 魔界転生 （1981年）
- 冒険者カミカゼ -ADVENTURER KAMIKAZE- （1981年）
- 吼えろ鉄拳 （1981年）
- 燃える勇者 （1981年）
- 里見八犬伝 （1983年）
- 伊賀野カバ丸 （1983年）
- コータローまかりとおる! （1984年）
- 必殺4 恨みはらします （1987年）
- マルサの女2 （1988年）
- 将軍家光の乱心 激突 (1989年)
- スウィートホーム （1989年）
- リメインズ 美しき勇者たち （1990年）
- 新極道の妻たち 覚悟しいや （1993年）
- リゾート・トゥ・キル （1994年）
- 御法度 （1999年）
- 真夜中まで （2001年）
- RED SHADOW 赤影 （2001年）
- 陰陽師 （2001年）
- たそがれ清兵衛 （2002年）
- 新・影の軍団シリーズ （2003年 - 2005年）
- 陰陽師II （2003年）

### テレビ作品
- 仮面ライダーシリーズ（1971年 - ）[注釈 7]
- ロボット刑事 （1973年）
- ザ・ボディガード （1974年）
- ザ★ゴリラ7 （1975年）
- 燃える捜査網 （1975年）
- 正義のシンボル コンドールマン（1975年）[2]
- アクマイザー3（1975年）[2]
- スーパー戦隊シリーズ（1976年 - ）[注釈 8]
- 超神ビビューン（1976年）[2]
- 大非常線 （1976年）
- 柳生一族の陰謀 （1978年）
- スパイダーマン（1978年）[2]
- 影の軍団シリーズ （1980年 - 1985年）
- 柳生あばれ旅 （1980年）
- 大激闘マッドポリス'80 （1980年）
- 特命刑事 （1980年）
- メタルヒーローシリーズ （1982年 - 1998年）
- 柳生十兵衛あばれ旅 （1982年）
- 素晴らしきサーカス野郎 （1984年）
- 太平記 (NHK大河ドラマ) （1991年）
- 徳川無頼帳 （1992年）

### 演劇
- 柳生十兵衛 魔界転生 （1981年）
- ゆかいな海賊大冒険 （1982年・1983年・1984年）
- 酔いどれ公爵 （1985年）